# سباستيان غاراي
سباستيان غاراي (بالإسبانية: Sebastián Garay)‏ هو مغني وكاتب أغاني أرجنتيني، ولد في 1 يونيو 1983.